# Ардялу
Ардялу (рум. Ardealu) — село у повіті Тулча в Румунії. Входить до складу комуни Доробанцу.
Село розташоване на відстані 185 км на схід від Бухареста, 44 км на південний захід від Тулчі, 92 км на північ від Констанци, 55 км на південний схід від Галаца.